# 헤르토인
헤르토인(영어: Herto Man)은 1997년 에티오피아 아파르 삼각지대의 부리층 상부 헤르토층에서 발견된 인류 유해(호모 사피엔스)를 지칭한다. 이 유해는 15만 4천 년에서 16만 년 전으로 추정된다. 헤르토인의 발견은 당시 특히 중요한 의미를 지녔는데, 화석 기록상 30만 년에서 10만 년 전 사이의 긴 공백기에 발견되었으며, 당시 기술된 호모 사피엔스 유해 중 가장 오래된 것이었다.
최소 12명의 이 개체들은 원래의 설명 문서에서 "해부학적으로 현생인류"의 범주에서 약간 벗어난 것으로 기술되었다. 따라서 헤르토인은 "호모 사피엔스 이달투"("아파르어"로 "이달투"는 "노인"이라는 뜻)라는 새로운 아종으로 분류되었다. 이는 더 고인류인 호모 (사피엔스) 로데시엔시스(H. (s.?) rhodesiensis)와 호모 사피엔스 사피엔스(H. s. sapiens) 사이의 과도기적 형태를 나타내는 것으로 추정되었다.(즉, 시간 종(chronospecies)의 한 단계) 이후 연구자들은 이 분류를 거부했다. 특히 시간 종을 논의할 때 "종"과 "아종"의 모호한 정의 때문에 이러한 아종의 타당성을 정당화하기 어렵다. 조상 종과 후손 종의 정확한 종말 형태와 종말 형태를 본질적으로 규명할 수 없기 때문이다.
호모 사피엔스 이달투(Homo sapiens idaltu)는 호모 사피엔스의 한 멸종한 아종으로 35만년전 플라이토세에 살았다. 1997년 팀 와이트에 의해 에티오피아의 아워쉬 강 중류에서 발견되었다. RAO설을 내세우는 학자들은 호모 사피엔스 이달투가 호모 사피엔스 사피엔스가 아프리카에서 나왔다는 결정적인 증거라고 생각한다. 뇌용량은 약 1450cc이다. '이달투'는 이 지역 말로 '조상'이라는 뜻이다.

## 같이 보기
- 화석 인류
- 호모 사피엔스 사피엔스